# Glann ar Mor
Celtic Whisky Distillerie anciennement Glann ar Mor est une distillerie française de whisky située à Pleubian dans les Côtes-d'Armor.

## Historique
Elle a été créée en 1999 par Celtic Whisky Compagnie qui s'était spécialisée à l'origine dans la production de whiskies Double Maturation avec la gamme Celtique Connexion. Son premier Whisky Breton Single Malt (Taol Esa, fût unique commercialisé en 2004) a été produit en décembre 1999 avec un équipement provisoire. Sous sa forme actuelle Glann ar Mor est opérationnelle depuis juin 2005, le premier embouteillage de Single Malt non tourbé ayant été effectué fin 2008. En novembre 2009, le premier Single Malt tourbé (environ 35/40 ppm de phénol) a été commercialisé sous le nom de Kornog(Vent d'Ouest en Breton). Un projet d'ouverture d'une deuxième distillerie à Islay est envisagé en 2014
.
Glann ar mor annonce sa fermeture définitive au 15 aout 2015, mais annonce finalement continuer son activité.
En juin 2020, la Maison Villevert rachète la distillerie.